# Voyn Voynov
Voyn Yordanov Voynov (Chepintsi, 7 de setembro de 1952) é um ex-futebolista e treinador búlgaro, ele atuava como atacante.

## Carreira
Voyn Voynov fez parte do elenco da Seleção Búlgara de Futebol da Copa do Mundo de 1974. 